# Compsogusa rheae
Compsogusa rheae — вид богомолів з родини Gonypetidae. Описаний у 2021 році.

## Назва
Вид названо на честь Реї Сантіллан — секретарки, бухгалтерки та фасилітаторки автора таксона.

## Поширення
Ендемік Філіппін. Поширений на острові Панай.